# Avraham Neguise

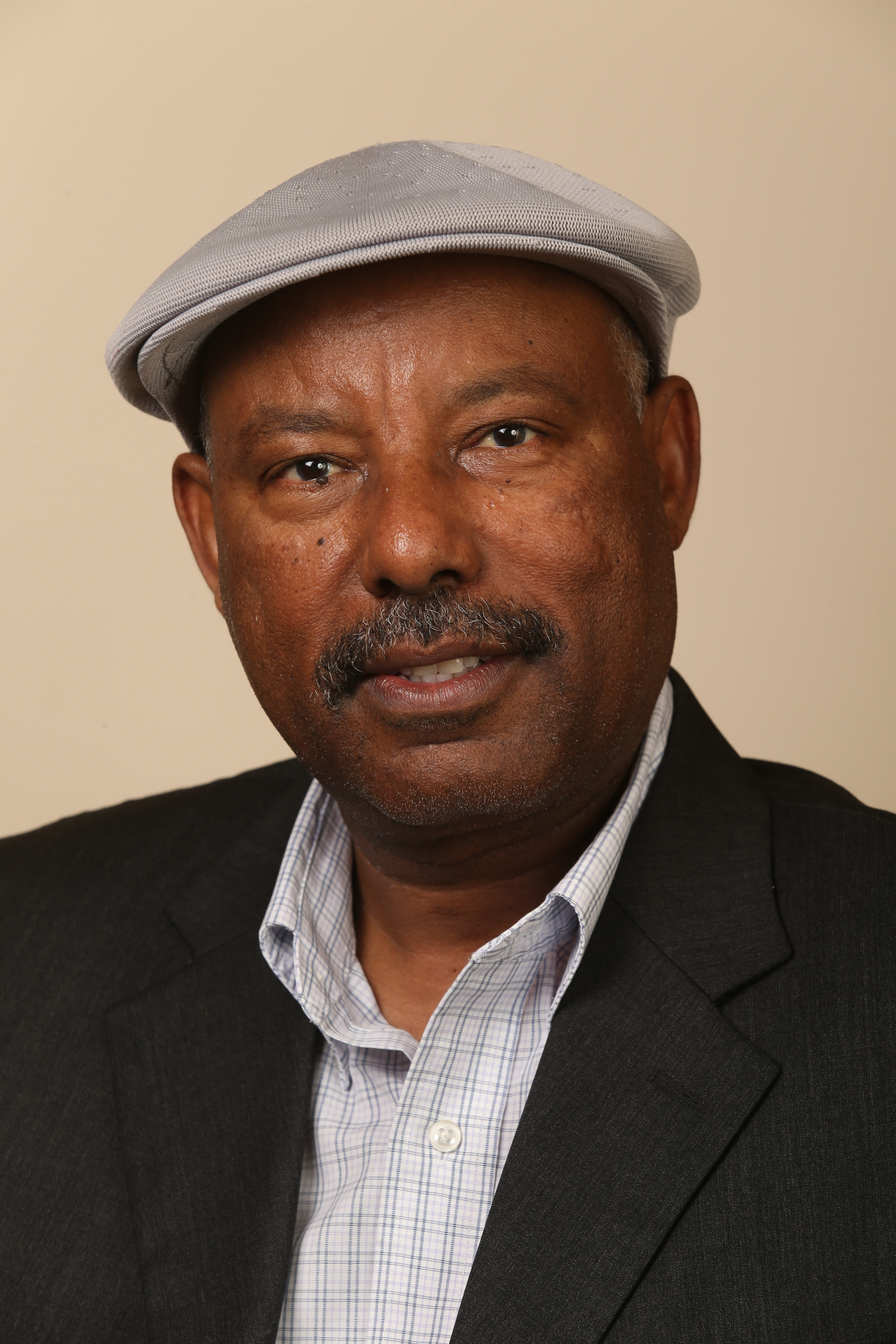
Avraham Neguise

Avraham Neguise (hebräisch אברהם נגוסה, * 10. Februar 1958 in Äthiopien) ist ein israelischer Politiker der Partei Likud.

## Leben
1985 wanderte Neguise von Äthiopien nach Israel aus. Er ist seit 2015 Abgeordneter in der Knesset. Das politische Hauptanliegen des promovierten Erziehungswissenschaftlers ist die Beschleunigung der Einwanderung der letzten Mitglieder der Falash-Mura-Gemeinschaft nach Israel. Afrikanische Falash-Mura-Juden wurden vor mehr als 100 Jahren in Äthiopien zwangschristianisiert.
Neguise ist verheiratet, hat zwei Kinder und wohnt in Jerusalem.